# 수사나 곤살레스
수사나 곤살레스(Susana González, 1973년 10월 2일 ~ )는 멕시코의 배우, 댄서, 가수, 모델이다.

## 출연 작품
- 마녀 사냥꾼 (2013)
- 나무 상자 (2006)
- 흉터 (2005)
- 돈 프란시스코 프레센타 (2002)